# Espéraza
Espéraza település Franciaországban, Aude megyében. Lakosainak száma 1695 fő (2022. január 1.). Espéraza Antugnac, Campagne-sur-Aude, Couiza, Granès, Montazels, Rennes-le-Château, Saint-Ferriol és Val-du-Faby községekkel határos.

## Népesség
A település népességének változása:
| Lakosok száma | 2766 | 2512 | 2250 | 2174 | 2002 | 1946 | 1870 | 1729 | 1712 | 1695 |
|               | 1968 | 1982 | 1990 | 2006 | 2013 | 2015 | 2017 | 2019 | 2020 | 2022 |